# (290074) Donasadock
(290074) Donasadock est un astéroïde de la Ceinture principale aréocroiseur.

## Description
(290074) Donasadock est un astéroïde aréocroiseur. Il présente une orbite caractérisée par un demi-grand axe de 2,15 UA, une excentricité de 0,25 et une inclinaison de 24,0 par rapport à l'écliptique.
Il a été découvert par l'astronome amateur français Bernard Christophe à l'observatoire de Saint-Sulpice.

## Compléments